# Muzzano (Svizzera)
Muzzano (in dialetto ticinese Müsciàn) è un comune svizzero di 804 abitanti del Canton Ticino, nel distretto di Lugano.

## Geografia fisica
Nel territorio comunale è compreso parte del Lago di Muzzano.

## Monumenti e luoghi d'interesse

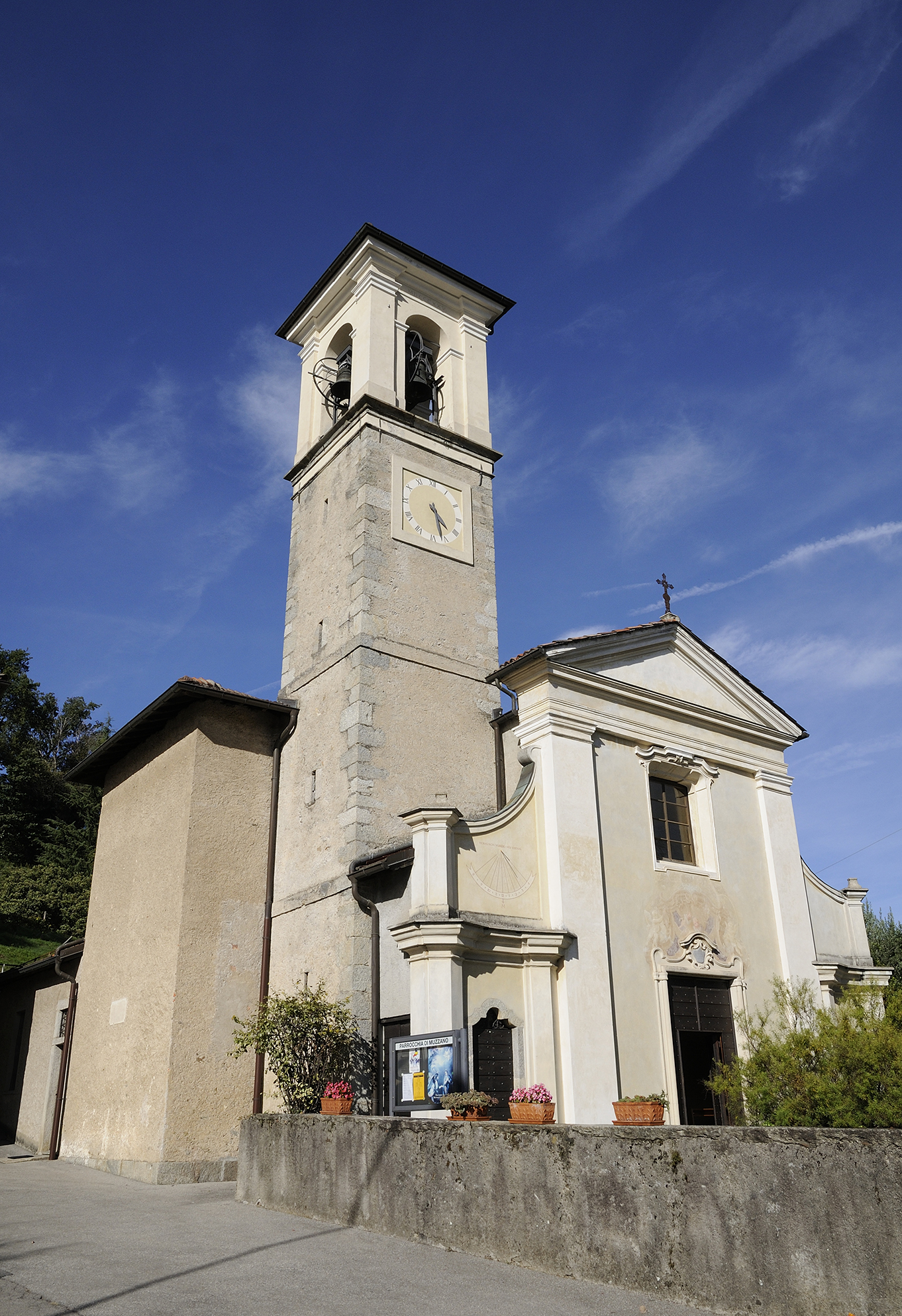
La chiesa parrocchiale di Santa Maria dell'Annunciazione

- Chiesa parrocchiale di Santa Maria dell'Annunciazione, del XVI secolo[1];
- Chiesetta-oratorio di Sant'Andrea in località Agnuzzo, attestata dal 1208[1][2].
- Laghetto di Muzzano
- La casetta del pescatore
- Osteria Concordia

## Società

### Evoluzione demografica
L'evoluzione demografica è riportata nella seguente tabella:
Abitanti censiti

## Amministrazione
Ogni famiglia originaria del luogo fa parte del cosiddetto comune patriziale e ha la responsabilità della manutenzione di ogni bene ricadente all'interno dei confini del comune.
Muzzano fa parte del Patriziato Generale di Bioggio, Bosco Luganese, Muzzano-Agnuzzo. L'ufficio patriziale è presieduto nel periodo 2017-2021 da Fabia Donada.